# Capacitat encefàlica
La capacitat encefàlica  o capacitat cranial és la mesura del volum interior del crani dels vertebrats que posseeixen, tant, crani com a cervell. La unitat de mesura més usada és el centímetre cúbic (cm³). El volum del crani és usat com un indicador aproximat de la mida del cervell, i aquest al seu torn és usat com un indicador per estimar la intel·ligència potencial d'un organisme. No obstant això, les capacitats cranials més grans, no són sempre indicatives d'un organisme més intel·ligent, a causa que un volum més gran és requerit per gestionar un cos més gran, o en alguns casos és una característica adaptativa per a la vida en un medi més fred.
Exemples de capacitat cranial:
- Orangutans: 275-500 cm³
- Ximpanzés: 275-500 cm³
- Goril·les: 340-752 cm³
- Humans: 1200-1850 cm³
- Neandertals: 1100-1900 cm³